# Псковская областная универсальная научная библиотека
Пско́вская областна́я универса́льная нау́чная библиоте́ка имени В. Я. Курбатова (ГБУК «ПОУНБ им. В. Я. Курбатова»)— наиболее крупное библиотечное учреждение Псковской области. Основана в 1833 году во Пскове.

## История

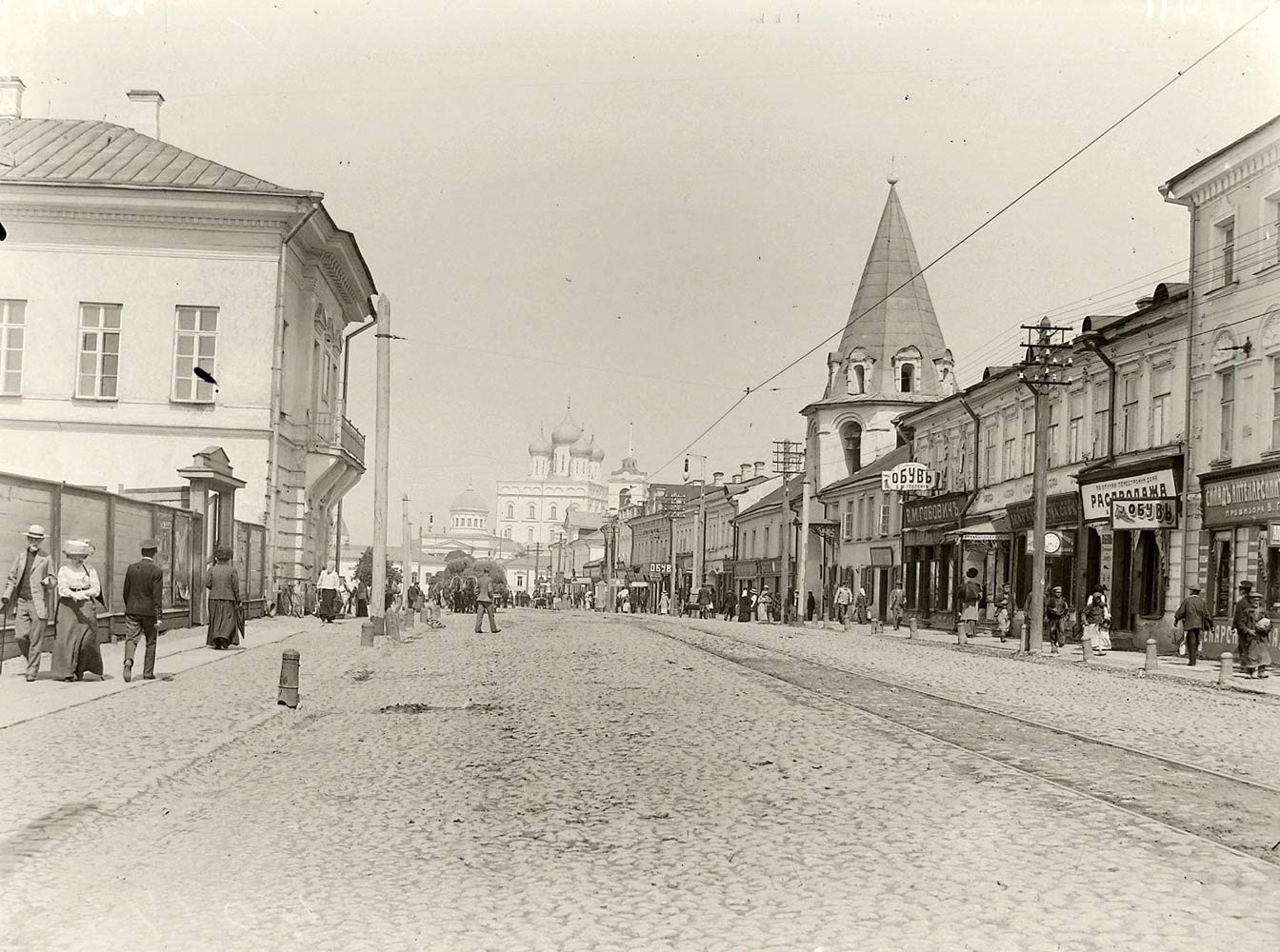

В 1833 году была открыта Псковская губернская публичная библиотека. К 1844 году фонд библиотеки насчитывал 1416 томов русских книг и 445 томов французских книг. До начала 1844 года библиотека помещалась в доме Благородного собрания. В конце того же года Публичная библиотека переехала в Дворянский дом.
В 1864 году библиотека прекратила работу. Через пять лет состоялось вторичное открытие Публичной библиотеки, которая размещалась в здании Присутственных мест. Некоторое время Публичная библиотека была соединена с библиотекой Статистического комитета. В 1876 году библиотека была передана из казённого — в ведение частного лица. Библиотека располагалась на Сергиевской улице.
В 1896 году поднимался вопрос об открытии в Пскове Публичной библиотеки, и 1 февраля 1898 года Псковская городская общественная библиотека и читальня при ней начали работу.
В 1919 году появилась Псковская центральная губернская библиотека, в основу которой были положены фонды библиотек разных учебных заведений Пскова и частных библиотек.
В годы немецкой оккупации книжные фонды библиотеки были рассеяны и утрачены. В 1944 году всё начиналось с нуля. 20 декабря 1944 года решением исполнительного комитета Псковского областного Совета депутатов трудящихся была открыта областная библиотека. Она располагалась в историческом памятнике архитектуры — бывшем доме губернатора.

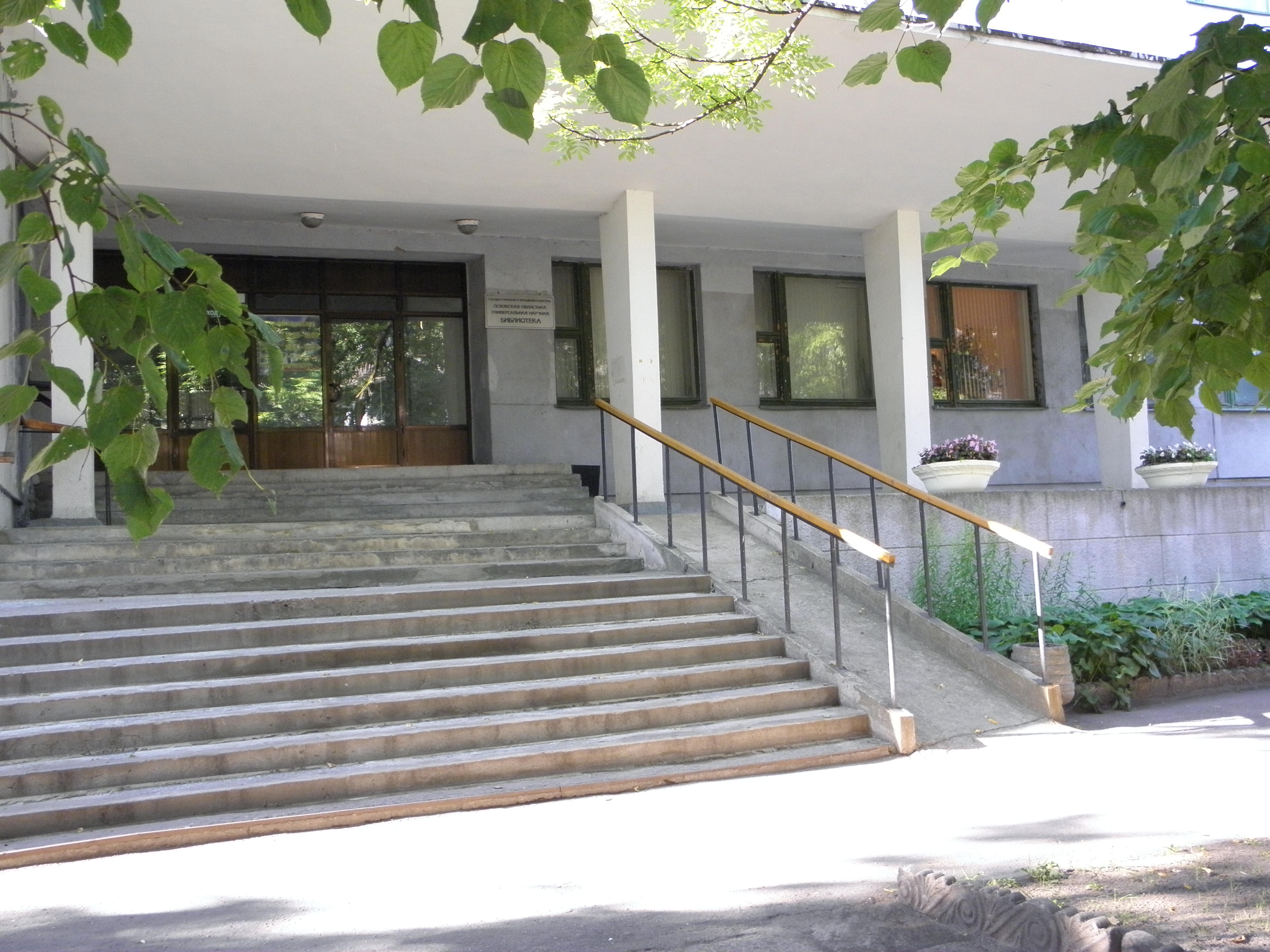

В библиотеке были организованы абонемент (в том числе межбиблиотечный), читальный зал, справочный и методический отделы.
В 1966 году библиотека переехала в новое здание, где размещается и поныне. Открылись новые отделы: патентно-технический, отдел сельскохозяйственной литературы, музыкально-нотный отдел, отдел литературы на иностранных языках.
В 1974 году библиотека получила статус научной.

## Современный статус
В 2015 году к библиотеке присоединены Псковская областная библиотека для детей и юношества им. В. А. Каверина и Псковская областная библиотека для слепых и слабовидящих.
В 2020 году библиотека открылась после капитального ремонта здания.
Современная ПОУНБ — крупнейшее учреждение культуры области, центральная библиотека региона, главное книгохранилище и депозитарий краеведческих документов. ОУНБ координирует деятельность библиотек всех ведомств, осуществляет методическое и информационно-библиографическое обеспечение населения области.
Ежегодно проводятся научные исследования по актуальным проблемам библиотечного дела. Ведущие направления исследовательской деятельности — вопросы состояния и развития книжных фондов, повышения квалификации библиотечных кадров, оптимального размещения сети библиотек.